# 五姓財神
五姓財神，梵名瞻巴拉（梵文：जम्भल（Jambhala）或जम्भला（Jambhalā）；藏語：ཛཾ་བྷ་ལ།，威利转写：dzaM bha la，THL：dzam-bha-la）、阎婆罗、雾神，又名布禄金刚，是藏传佛教各个派别所供奉的财神的总称:59。源於古印度的神祇俱毗羅，后由怛特罗佛教（密宗）沿用并由藏传佛教重新演绎。當藏巴拉傳到西藏後，各藏傳佛教支派逐漸發展至依不同修持所屬的五種顏色、形象，再配合五方佛的概念而成為五姓財神。一般人以五姓財神身上的顏色作為稱號。分别为黃、白、黑、紅、綠财神。
常见五姓財神，居中为绿财神，可令一切事业圆满，成就一切愿望；前右方是白财神，可祛病，免除贫苦；左后方是红财神，能聚人财食；右后方是黄财神，能增长寿命、智慧和财富；左前方是黑财神，消除敌人、偷盗、病魔:59。

## 黄财神
黄财神藏名藏巴拉·些玻，司财富，能使一切众生脱离贫困。传说释迦牟尼在灵鹫山宣讲大般若经时，诸魔鬼神前来捣乱，黄财神现身护法。:60
形象为大肚小身，金黄肤色，右手持摩尼珠，左手拿吐宝鼠，头戴五佛宝冠，身着天衣，饰以蓝色莲花和珠宝璎珞，胸前挂乌巴拉念珠，如意座，右脚踩海螺，坐于莲花月轮之上:60。

## 红财神
红财神为一面二臂，戴五佛冠，怀中所抱明妃为财源天母，右手持摩尼珠，左手拿吐宝鼠，立于莲花月轮之上:60。

## 白財神
白财神传为观世音菩萨悲心所化，司智慧、功德和财富。据说阿底峡尊者朝礼观世音菩萨圣地途中，看见一人即将饿死，于是想割肉布施，但饿者不忍食。此时观世音菩萨以大悲心化为路人听明原委后流下泪水，现观世音菩萨宝相，左眼泪化为度母，右眼泪化为白财神，并让白财神为阿底峡尊者灌顶，修法教授，以帮助众生脱离贫困。:61
白财神形象为一面二臂，半怒半笑，三目圆睁，竖发戴五佛冠，上身批绸缎，右手持宝棒，左手持三叉，骑龙坐于莲花月轮之上:61。

## 黑財神
黑財神被认为是五姓財神中最为灵验的财神，称为“财神王”。相传古印度一个国王因财政困难准备投河自尽时，水中出现一个黑身的六岁童子阻止他自杀，并将致富方法传给国王。:62
常见黑財神形象为一面二臂，怒面三目，戴不动佛冠，身材矮胖大肚，红发黑肤不穿衣服，右手捧嘎巴拉，左手拿吐宝鼠，踏于莲花月轮之上:63。

## 绿財神
绿財神形象为一头二臂三目，穿天衣绸裙，头戴宝冠，右手持如意，左手拿吐宝鼠，右脚踩海螺，与佛母双运，坐于莲花月轮之上:63。